# جما گرت
جما گرت (انگلیسی: Gemma Garrett؛ زاده ۲۵ سپتامبر ۱۹۸۱) یک مانکن اهل ایرلند شمالی است.